# Der Unglücksrabe
Der Unglücksrabe ist eine US-amerikanische Filmkomödie aus dem Jahr 1950 von Jack Donohue mit Red Skelton und Gloria DeHaven in den Hauptrollen. Der Film wurde von Metro-Goldwyn-Mayer produziert.

## Handlung
Auf einer belebten Kreuzung in Los Angeles wird der Erfinder Augustus Pirdy von einem Taxi angefahren. Glücklicherweise verläuft der Unfall glimpflich, doch die Betreiberfirma Yellow Cab Co. will eine mögliche Klage vermeiden. Zur Schadensregulierung wird Ellen Goodrich zu Pirdy geschickt. Der gibt an, dass der Unfall seine Schuld sei. Bevor er ein Dokument, das die Firma von jeglicher Verantwortung entbindet, unterschreibt, wird er von dem Anwalt Martin Creavy dazu gedrängt, die Taxifirma zu verklagen. Pirdy weist Creavy ab.
Pirdy gibt bekannt, dass er ein unzerbrechliches Glas erfunden hat, das er Elastiglas nennt. Ellen und auch Creavy erkennen das wirtschaftliche Potential der Erfindung und werben um Pirdys Vertrauen. Pirdy entscheidet sich für Ellen, die ihm vorschlägt, seine Erfindung an Yellow Cab zu verkaufen. Creavy will nicht aufgeben und presst Willis Tomlin, Mitinhaber des Taxiunternehmens, zur Hilfe. Er will verhindern, dass Pirdy sein Patent an Yellow Cab verkauft.
Pirdy lässt Windschutzscheiben aus Elastiglas in einige Taxis einbauen, um die Wirksamkeit zu demonstrieren. Tomlin kann kurz vor der Vorführung die Scheiben wieder mit den alten ersetzen. Die Vorführung wird damit für Pirdy zu einer Katastrophe. Ellen wird in die Abteilung für Fundsachen versetzt. Mickey Corkins, von Pirdys Erfindung überzeugt, stellt diesen als Taxifahrer ein. Pirdy braucht viel Übung unter der Leitung von Corkins und schafft die Prüfung für die Taxilizenz.
Creavy heckt einen Plan aus, um an die Formel für Elastiglas heranzukommen. Einer seiner Handlanger fingiert einen Unfall mit Pirdys Taxi, so dass die Schuld bei Pirdy zu liegen scheint. Creavy erklärt sich freiwillig zu Pirdys Anwalt und lässt ihn zu Hause von dem Psychiater Dr. Dokstedder untersuchen. Bei der Untersuchung hypnotisiert Dokstedder Pirdy. Der Plan misslingt, als durch eine Fehlfunktion die Sprinkleranlage Pirdys Wohnzimmer unter Wasser setzt, bevor Dokstedder nach der Formel fragen kann.
Tomlin gesteht Ellen den Austausch der Windschutzscheiben und will dafür sorgen, dass Pirdy die Möglichkeit für eine zweite Demonstration bekommt. Ellen, mittlerweile in Pirdy verliebt, will ihm die gute Nachricht bei dem Besuch einer Heimdekorationsmesse mitteilen. Doch ein Teil von Dokstedders Hypnose beeinflusst Pirdy, er soll Ellen meiden. Pirdy wird von Creavys Handlanger Hugo bewusstlos geschlagen. Creavy will ihm ein Wahrheitsserum injizieren, doch Pirdy schafft es zu entkommen. Er eilt zum Taxiunternehmen und findet dort den ermordeten Tomlin vor. Auch hier wird er von der Hypnose beeinflusst. Dokstedder hat ihm eingeredet, er sei Tomlins Mörder.
Ellen und Corkins sind auf der Suche nach Pirdy, der jedoch von Creavy und Dokstedder gefunden wird. Ihm wird das Serum verabreicht, und Pirdy verrät die Formel. Das Wahrheitsserum beendet die Hypnosewirkung und Pirdy erzählt, er habe Beweise für Creavys Verantwortung für den Mord an Tomlin. Nun will Creavy auch Pirdy töten und seine Leiche in der Messe deponieren. Zufällig suchen Ellen und Corkins auf der Messe nach Pirdy. Ellen fällt einem von Creavys Männern in die Hände, doch sie und Pirdy entkommen, indem sie mit einem Auto ins Messeauditorium fahren. In dem Chaos beginnt eine wilde Verfolgungsjagd quer durch das Auditorium. Corkins erscheint mit seinen Fahrerkollegen und kann Ellen und Pirdy in Sicherheit bringen. Creavy und seine Männer werden festgenommen und Pirdy darf eine zweite Demonstration seines Spezialglases durchführen.

## Produktion
Gedreht wurde der Film vom 15. August bis Anfang Oktober 1949 in den MGM-Studios in Culver City. Zusätzliche Aufnahmen entstanden am 27. Oktober 1949.

## Stab und Besetzung
Cedric Gibbons und Eddie Imazu waren die Art Directors, Edwin B. Willis und Keogh Gleason die Szenenbildner. Douglas Shearer und Frank MacKenzie waren für den Ton verantwortlich, A. Arnold Gillespie und Warren Newcombe für die Spezialeffekte. Die Verzerrungseffekte stammten von dem Fotografen Weegee, der auch einen Gastauftritt als Taxifahrer hatte.
In kleinen nicht im Abspann erwähnten Nebenrollen traten Sue Casey, Mae Clarke, Beatrice Gray, Charles Lane, May McAvoy, Eddie Parker, Dewey Robinson und Charles Wagenheim auf.
Polly Moran ist in ihrer letzten Filmrolle zu sehen.

## Veröffentlichung
Die Premiere des Films fand am 25. März 1950 in New York statt. In der Bundesrepublik Deutschland kam er am 19. Februar 1952 in die Kinos  in Österreich im Mai 1952.

## Kritiken
Das Lexikon des internationalen Films schrieb: „Groteske Abenteuer und Situationswitz, zügig inszeniert.“
Bosley Crowther von der The New York Times war nicht angetan von dem Film. Die Geschichte sei eine schwache Basis, Skelton und seine Kollegen poltern herum.